# Harry Ellbracht
Harry Ellbracht (* 13. September 1953 in Kamen) ist ein ehemaliger deutscher Fußballspieler. Er bestritt 113 Bundesligaspiele und erzielte als Stürmer insgesamt 29 Tore. 

## Karriere
Ellbracht spielte in der Jugendmannschaft des RSV Kamen. 1975 wechselte er zum VfL Bochum, für den er in 21 Bundesligaeinsätzen 4 Tore schoss. Knapp zwei Jahre später kam er im Oktober 1976 zum 1. FC Saarbrücken, wo er zwischen 1976 und 1978 60 Spiele bestritt und 12 Tore erzielte. 58 Einsätze erfolgten in der Bundesliga. Hier erhielt er vom Publikum ob seiner zahlreich vergebenen Chancen den Spitznamen „Stolper-Harry“. Von Sommer 1978 bis November 1979 spielte er bei Arminia Bielefeld in der Bundesliga und der 2. Bundesliga Nord; er kam zu 26 Einsätzen, in denen er sechs Tore schoss. Von Dezember 1979 bis Sommer 1981 spielte er beim TSV 1860 München in der Bundesliga. Dort schoss er vier Tore in 14 Spielen. In den Saisons 1983/1984 und 1984/1985 spielte er in der Oberliga Westfalen für den SC Eintracht Hamm, unter anderem gemeinsam mit Josef Kaczor. 1984 wurde er mit Eintracht Heesen Vizemeister der Westfalenliga und erreichte das Endspiel um die deutsche Fußball-Amateurmeisterschaft, welches gegen den Offenburger FV mit 1:4 in Offenburg verloren ging. Er ließ zwischen 1985 und 1987 seine Karriere beim FC Gütersloh ausklingen.